# Корес
Корес (грец. Κωρεςος) — жрець Діоніса, що загинув через нерозділене кохання до німфи Каллірої. Жив в Етолії, у Калідоні, на одному святі побачив Каллірою та закохався. Проте дівчина не звертала уваги на закоханого та побажала швидлше втопитися, чим побратися із Коресом. Тоді юнак попросив Діоніса допомогти. Однак байдужість Каллірої була така велика, що стріли Ерота відскакували від її серця і вражали калідонців. Через це в швидкому часі весь Калідон був охоплений хворобою закоханості. Містяни звернилися до Додонського оракула за радою, той порадив, щоб Корес приніс в жертву Каллірою. Коли привели бранку на смерть, Корес ударив ножем себе в груди та упав мертвим до ніг Каллірої. Лише тоді горда дівчина вдивилася у його лице, і, не витримавши страждань, вихопила ножа й покінчила із життям, кинулася в струмок, який з тих часів носить її ім'я.